# Diocle di Pepareto
Diocle di Pepareto (Pepareto, III secolo a.C. – ...) è stato uno storico greco antico.

## Biografia
Abbiamo poche notizie su questo storico e anche poche fonti ne parlano. Stando a Plutarco, sarebbe l'autore di una storia antichissima di Roma, il primo a narrare delle vicende di Romolo e Remo e delle loro origini leggendarie.
(Plutarco, Vite Parallele: Romolo (3,1), traduzione di Gabriella Vanotti)
Nel libro delle Vite parallele dedicato a Romolo, Plutarco cita Diocle di Pepareto come fonte primaria di queste vicende che avrebbero comportato la fondazione di Roma; fonte primaria dalla quale avrebbero poi attinto Fabio Pittore e altri storici. Nei capitoli 3 e 8, all'inizio e alla fine delle vicende leggendarie legate alla loro nascita, lo storico è menzionato quale garante della loro correttezza.
La lacuna sulla vita di questo storico non consente di tracciarne un deciso profilo come narratore e scrittore.